# Gobierno de Argentina
El Gobierno de Argentina es una democracia representativa, republicana y federal, regulado por la Constitución vigente. La Argentina se formó por la unión federativa de las provincias que surgieron después de la disolución del Virreinato del Río de la Plata, y por la incorporación de las que se fueron constituyendo a partir de los territorios nacionales establecidos a raíz de la conquista de amplios territorios indígenas. Desde el propio gobierno esta entidad gubernamental ejecutiva es comúnmente referida como Presidencia de la Nación.
Debido al carácter federal de su organización política, la Argentina posee dos estructuras paralelas de gobierno: por un lado la estructura nacional, con sus tres poderes; y por otro lado las 23 estructuras provinciales —que preexisten a la Nación— más la de la Ciudad Autónoma de Buenos Aires, que tienen autonomía y son gobernadas por tres poderes en cada caso.
Las autoridades del gobierno federal tienen su sede en la Ciudad Autónoma de Buenos Aires, que es actualmente la «Capital de la República» o «Capital de Nación», denominaciones utilizadas en la Constitución nacional y en la ley de federalización, pero llamada de manera habitual Capital Federal. La Capital Federal está regida por un sistema de autonomía y está subdividida en comunas, mientras que las provincias poseen subdivisiones («departamentos» o «partidos») y municipios (que pueden coincidir con el partido/departamento o no, dependiendo la provincia).

## Poderes del Estado

### Poder Legislativo
El Congreso de la Nación Argentina es el órgano que ejerce el poder legislativo federal de la República Argentina. Se encarga de la formación y sanción de las leyes federales. Además, tiene a su cargo la sanción de los códigos legales civil, penal, comercial, laboral y de minería, entre otros destinados a organizar la legislación común de fondo.
El Congreso de la Nación Argentina se conforma por una asamblea bicameral con 329 miembros, dividido en el Senado (72 escaños), presidido por el Vicepresidente de la Nación y la Cámara de Diputados (257 escaños) cuyo presidente es elegido por mayoría simple.
El Congreso de la Nación Argentina sesiona entre el 1 de marzo y el 30 de noviembre de cada año, aunque el Presidente de la Nación Argentina puede convocar sesiones extraordinarias o prorrogar su extensión. En el primer caso es el presidente quien determina los temas a tratar, mientras que en el segundo el Congreso de la Nación Argentina tiene libre iniciativa. Según la interpretación de las Cámaras, esta prórroga de sesiones también puede ser ordenada por el Congreso.
Su sede se encuentra en el Palacio del Congreso de la Nación Argentina en la Ciudad Autónoma de Buenos Aires, en la Plaza del Congreso que se encuentra en un extremo occidental de la Avenida de Mayo, la cual lo conecta directamente con la Plaza de Mayo, donde se encuentra la Casa Rosada, sede del Poder Ejecutivo nacional.
La Cámara de Diputados de la Nación Argentina se compone por una cantidad variable de representantes en función de la población que posee el distrito (cada una de las provincias y la Ciudad Autónoma de Buenos Aires), pero dicha cantidad nunca puede ser menor a tres, se eligen mediante el sistema de representación proporcional (sistema D'Hondt), duran cuatro años en su mandato y se renuevan por mitades cada dos años (cada distrito elige cada dos años aproximadamente la mitad de los diputados que le corresponden) pudiendo ser reelegidos indefinidamente. Son electos tomando como distrito único cada provincia y la Ciudad Autónoma de Buenos Aires, donde se vota, por una lista de todos los candidatos de cada partido político o alianza electoral, a los puestos que cada distrito ponga en disputa en esa elección. Por la Ley de paridad de género, establece que las listas de candidatos al Congreso de la Nación Argentina deben estar compuestas en un 50% por mujeres y el otro 50% por hombres. Esta ley acentuó la participación de las mujeres en la política, vigorosa en Argentina desde la sanción de la Ley de cupo Femenino, de modo que la República Argentina es el país sudamericano con mayor cantidad de mujeres en el Poder Legislativo y estando, a su vez, entre los primeros diez a nivel mundial.
El Senado de la Nación Argentina reúne a los representantes de las provincias y la Ciudad Autónoma de Buenos Aires. Le corresponde a cada una dos senadores por la mayoría y uno por la minoría, para un total de 72 Senadores. Estos son elegidos por voto directo de los habitantes de cada distrito, mediante el sistema de lista incompleta, correspondiendo dos a la lista que mayor cantidad de votos obtenga y uno a la que le sigue. Su mandato dura seis años y se renueva por tercios cada dos años, correspondiendo realizar las elecciones de renovación por distrito alternados, pudiendo ser reelegidos indefinidamente.

### Poder Ejecutivo
El Poder Ejecutivo Nacional (PEN) de Argentina es el órgano ejecutivo del Estado central de este país. Se trata de un órgano unipersonal y piramidal que se encuentra en cabeza del presidente de la Nación Argentina, funcionario que es la máxima autoridad del país, que oficia tanto como jefe de Estado y jefe de Gobierno y que debe ser elegido cada cuatro años por sufragio directo, secreto, universal y obligatorio, en doble vuelta junto con el candidato a vicepresidente. La reforma constitucional de 1994 introdujo el mecanismo de segunda vuelta electoral, que se realiza entre las dos opciones más votadas si en la primera ninguna hubiera obtenido más del 45 % de los votos válidos o, si habiendo obtenido la opción más votada entre el 40 % y el 45 %, existiera una diferencia con la segunda opción menor al 10 %.
El presidente y el vicepresidente duran cuatro años en sus mandatos y pueden ser reelegidos inmediatamente por un mandato más. El gabinete de ministros del presidente de la Nación es dirigido por el jefe de Gabinete de Ministros, quien se encuentra a cargo de la administración del país y es responsable ante el Congreso. A partir del 10 de diciembre de 2023 el titular del PEN es Javier Milei del partido Partido Libertario con mandato hasta el 10 de diciembre de 2027. Es el décimo presidente desde la recuperación del orden constitucional en 1983.
Al PEN le corresponde la jefatura del Estado y la representación internacional del país, el comando en jefe de las Fuerzas Armadas argentinas y la conducción de la Administración Pública Nacional, entre sus principales funciones. De él dependen la Jefatura de Gabinete de Ministros, así como los ministros y secretarios asimilados. Es el ámbito estatal en Argentina que tiene el mayor presupuesto y la mayor cantidad de funcionarios y empleados.
El PEN también tiene funciones colegislativas y tareas comunitarias como la promulgación de las leyes y la facultad de vetarlas, y de común acuerdo con la Cámara de Senadores de la Nación, nombra a los jueces.

### Poder Judicial
Poder Judicial de la Nación (PJN) es uno de los tres poderes que conforman la República Argentina y es ejercido por la Corte Suprema de Justicia (CSJN) y por los demás tribunales inferiores que establece el Congreso en el territorio de la Nación. 
Está regulado en la sección tercera de la segunda parte de la Constitución de la Nación Argentina. La corte suprema la integran cinco jueces abogados nombrados por el Presidente de la Nación con acuerdo del Senado, que requiere para ello una mayoría de dos tercios.

## Otras instituciones del Estado

### Ministerio Público
El Ministerio Público de Argentina es un organismo constitucional independiente y con autonomía funcional y financiera, con la función de promover la actuación de la justicia. El Ministerio Público es considerado por parte de la doctrina como un cuarto poder, en tanto que otra parte sostiene que se trata de un órgano extra poder.
Se trata de un organismo bicéfalo, integrado por el Ministerio Público Fiscal, dirigido por el procurador general de la Nación y encargado de la acción de los fiscales, y el Ministerio Público de Defensa dirigido por el defensor general de la Nación y encargado de la acción de los defensores oficiales o públicos. El Defensor del Pueblo no forma parte de este organismo, sino que constituye un órgano independiente en el ámbito del Congreso de la Nación, con autonomía funcional.

### Auditoría General de la Nación
La Auditoría General de la Nación (AGN) de Argentina es un organismo del Estado central de este país que asiste técnicamente al Congreso de la Nación Argentina en el control externo del sector público nacional. Fue creada en 1992 por la ley n.º 24 156, sustituyendo en dicho rol a la Sindicatura General de Empresas Públicas (SiGEP) creada en 1978.
La auditoría general verifica el cumplimiento contable, legal y de gestión por parte del Poder Ejecutivo Nacional; controla la exposición completa, clara y veraz de las cuentas públicas y analiza la administración de los intereses fiscales, pero no coadministra: examina hechos, actos y documentos una vez finalizados los ejercicios contables de los entes que se haya decidido auditar. Con sus informes de auditoría, que incluyen comentarios, conclusiones y recomendaciones, asesora al Poder Legislativo sobre el ejercicio de la Administración Pública Nacional y la situación de la hacienda pública.

### Defensor del Pueblo
Organismo independiente instituido en el ámbito del Congreso Nacional, con plena autonomía funcional, para la defensa y protección de los derechos humanos y demás derechos constitucionales y legales así como para el control del ejercicio de las funciones administrativas públicas. Elegido para un mandato de 5 años que podrá renovarse una sola vez, por dos tercios de los miembros presentes en cada una de las Cámaras del Congreso Nacional.
Finalmente el país no tiene representante en la Defensoría del Pueblo Nacional. Pese a ello, sigue funcionando. El último Defensor del Pueblo Nacional fue Anselmo Agustín Sella, desde 6 de abril de 2009 hasta el año 2013.
El defensor del Pueblo (del sueco ombudsman, comisionado o representante), es una autoridad del Estado encargada de garantizar los derechos de los ciudadanos ante abusos que puedan cometer los poderes ejecutivo y, en su caso, legislativo de ese mismo Estado. Algunos autores defienden que el Justicia de Aragón es el precursor del Defensor del Pueblo, que procede de la Constitución Sueca que estableció dicha figura en 1809 para dar respuesta inmediata a los ciudadanos ante abusos de difícil solución por vía burocrática o judicial. De ahí que en diversos idiomas se haga referencia a su nombre en sueco Ombudsman. En los países hispanohablantes se denomina comúnmente Defensor del Pueblo, mientras que en los países francófonos suele llamarse Médiateur de la République y en los catalanófonos Síndic de Greuges. Algunos países también lo han titulado Defensor de los Ciudadanos.
Del mismo modo, existen diferencias entre el ombudsman y el defensor del pueblo en España, ya que mientras el Ombudsman fue diseñado para supervisar la Administración pública, el Defensor del Pueblo utiliza esta supervisión como instrumento para defender los derechos y libertades fundamentales, tal y como se desprende del art. 54 de la CE y de su ubicación dentro del Capítulo IV del Título I.
La legitimación democrática del Defensor del Pueblo es indudable, pues en todos los casos procede de la elección parlamentaria, con mayoría cualificada y tras debate público sobre la figura del candidato. Sin embargo, es independiente del Parlamento, el cual no puede enviarle instrucciones ni cesarle, salvo por causas tasadas. Se ha señalado que la efectividad de esta figura queda limitada por su incapacidad de imponer coactivamente sus decisiones a las autoridades concernidas. Su capacidad de control reside sobre todo en la razonabilidad o persuasión de sus argumentos, por lo que adquiere un carácter más político que judicial. Sin embargo, la experiencia demuestra que buena parte de sus recomendaciones suelen ser atendidas por los poderes públicos.
En algunos países, el Defensor del Pueblo tiene capacidad para presentar acciones o recursos ante la Corte Suprema o el Tribunal Constitucional, en su caso.
El Defensor del Pueblo se ha desarrollado especialmente en el continente americano, siguiendo el modelo español. Las instituciones del continente se agrupan en la Federación Iberoamericana de Ombudsman, organización muy activa en la defensa de los derechos humanos en la región, que publica anualmente un importante Informe sobre derechos humanos.

## Elecciones y voto
Las elecciones en la República Argentina se celebran cada dos años para elegir a los cuerpos legislativos y, desde 1995, cada cuatro para elegir al poder ejecutivo (antes se realizaban cada seis años). La constitución nacional, en su artículo primero, establece que el país tiene un sistema de gobierno «representativo, republicano y federal». Por su condición de país federal, en Argentina se realizan regularmente tres tipos de elecciones principales:
• Elecciones nacionales
• Las elecciones provinciales y de la Ciudad de Buenos Aires
• Las elecciones municipales en las que, en la mayoría de los distritos, no es posible elegir partidos políticos diferentes para el poder ejecutivo (intendente) y el poder legislativo (concejales) pues vienen integrados en la misma boleta.
Desde 1983 hasta la fecha, se ha producido el segundo período más largo de elecciones ininterrumpidas de la historia argentina (el más largo hasta ahora fue el período de 1853 a 1930). El período actual es el más largo, sin embargo, si se toma desde la Ley Sáenz Peña que estableció en 1912 el voto universal, secreto y obligatorio (seguido por los períodos 1912-1930, 1931-1943 y 1946-1955).

### Próximas
| Próximas Elecciones | Próximas Elecciones                            |
| ------------------- | ---------------------------------------------- |
| Primarias           | Elecciones primarias de Argentina de 2025      |
| Provinciales        | Elecciones provinciales de Argentina de 2025   |
| Legislativas        | Elecciones legislativas de Argentina de 2025   |
| Presidenciales      | Elecciones presidenciales de Argentina de 2027 |

### Últimas
| Últimas Elecciones | Últimas Elecciones                             |
| ------------------ | ---------------------------------------------- |
| Primarias          | Elecciones primarias de Argentina de 2023      |
| Parlasur           | Elecciones al Parlasur de Argentina de 2023    |
| Provinciales       | Elecciones provinciales de Argentina de 2023   |
| Legislativas       | Elecciones legislativas de Argentina de 2023   |
| Presidenciales     | Elecciones presidenciales de Argentina de 2023 |

## Gobiernos provinciales

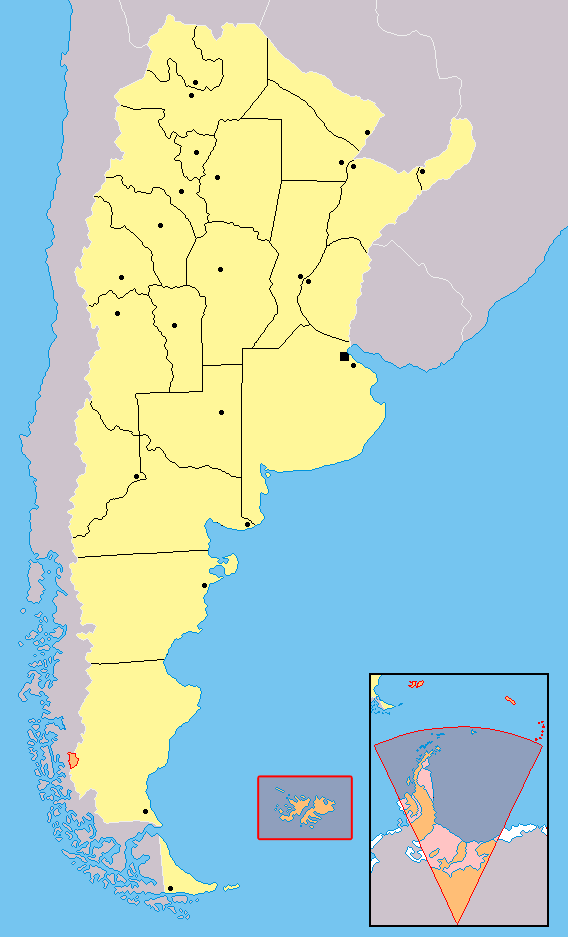
Organización territorial de Argentina con sus respectivas provincias, donde también se muestran las Islas Malvinas y la Antártida Argentina.

La República Argentina es un estado Federal constituido por 23 Provincias y la Ciudad Autónoma de Buenos Aires que cumple la función constitucional de ser la Capital de la República. 
Cada Provincia constituye un estado autónomo que ejerce todo el poder no delegado expresamente a la Nación y tiene competencias legislativas en los términos establecidos en sus respectivas constituciones en las que de forma expresa manifiestan su adhesión a la República, tiene su propia constitución, leyes, autoridades, formas de gobierno, etc., aunque primero y principal esto debe conformar con las leyes y la constitución nacional. 
El gobierno de cada provincia, a su vez tiene también tres ramas (Ejecutivo, Legislativo y Judicial). El poder ejecutivo de cada provincia es ejercido por un gobernador; tanto la extensión de su mandato como la forma de ser elegido y la posibilidad de reelección están determinadas por cada Constitución provincial que, en general, establecen en cuatro años la duración del mandato. Entre sus obligaciones se encuentra hacer cumplir la Constitución y las leyes de la Nación, de ahí que la Constitución Nacional se refiera a ellos como agentes naturales del Gobierno Federal. El poder legislativo provincial es ejercido por la correspondiente Legislatura provincial que puede ser unicameral o bicameral conforme establezca cada Constitución provincial.
Cada provincia tiene a su vez subdivisiones territoriales que se denominan departamentos, salvo en la Provincia de Buenos Aires donde se llaman partidos. Según lo que decida cada provincia los departamentos pueden estar subdivididos en distritos, pedanías o cuarteles que pueden o no tener funciones administrativas. Para la administración de los intereses de la población local, la Constitución Nacional reconoce a los municipios como entes autónomos creados por los gobiernos provinciales por las leyes que regulan el ejercicio de su autonomía, habiendo provincias que los consideran aún como entes autárquicos. Los municipios se clasifican administrativamente principalmente en función del número de habitantes. La naturaleza, composición y competencias del gobierno de cada localidad depende de su rango, estableciéndose en las diferentes constituciones los criterios de clasificación y las formas de gobierno, existiendo también gobiernos locales sin categoría municipal generalmente en pequeñas localidades o en áreas rurales, los cuales adoptan diferentes nombres: comisiones de fomento, comisiones municipales, juntas de gobierno, comunas rurales, comunas, etc.
Las localidades que por cumplir los requisitos para su creación son declaradas Municipios son gobernadas por una Municipalidad cuya rama ejecutiva es ejercida por un Intendente o Presidente Municipal, elegido por sufragio universal directo y cuya rama legislativa, con potestad para la sanción de Ordenanzas Municipales, es ejercida por un Concejo Deliberante o Concejo Municipal en la mayoría de los casos, siendo el número de concejales determinado por las leyes generalmente en función del número de habitantes del municipio.
Para los municipios que cumpliendo ciertos requisitos legales deciden hacer uso de su autonomía institucional, la mayoría de las provincias les dan la potestad de establecer por sí mismo su forma de gobierno mediante la sanción de una Carta Orgánica o Carta Municipal con carácter de constitución municipal.
Esta estructura administrativa es muy dinámica y tiene el doble propósito de colaborar en la descentralización del Estado (el Federalismo Argentino se lleva hasta el ámbito Municipal) y fomentar la colonización de territorios vírgenes, en los que los asentamientos creados sirvan de base para la creación de otros nuevos con la consiguiente creación de Municipalidades o Comisiones de Fomento desgajadas de las originales.

### Gobiernos departamentales y municipales
Todas las provincias excepto la provincia de Buenos Aires, se encuentran divididas en distritos llamados departamentos. Los departamentos son simplemente divisiones administrativas; no tienen estructuras gubernamentales o autoridades propias. A su vez son divididos en municipios (ciudades, pueblos y villas). Cada provincia tiene sus propias convenciones de nomenclatura y diferentes sistemas de gobierno para diferentes tipos de municipalidades. Por ejemplo, la Provincia de Córdoba tiene municipios (ciudades) y comunas (pueblos); la Provincia de Santa Fe incluso distingue entre la primera y segunda categoría municipios; mientras que la Provincia del Chaco refiere a todos los centros poblados como municipios en tres categorías.
Por su parte, la provincia de Buenos Aires tiene un sistema diferente. Su territorio está dividido en 134 distritos llamados partidos, los cuales son técnicamente municipios, aun cuando normalmente contienen diferentes ciudades y pueblos. Sin importar la provincia, cada departamento/partido tiene una cabecera, aunque a menudo no es necesariamente el mayor centro urbano, y en algunas provincias pueden ser llamados como el distrito donde se encuentran.
Los municipios están dirigidos por gobernantes llamados intendentes en el caso de las ciudades y pueblos (los de mayor categoría). Una ciudad tienen un cuerpo legislativo llamado Concejo Deliberante. Los pueblos más pequeños tienen sistemas más simples, a menudo gobernadas por una comisión, presidida por el Presidente Comunal u otra autoridad similar.

### Ciudad Autónoma de Buenos Aires

Escudo de la Ciudad de Buenos Aires.

La Ciudad de Buenos Aires es la capital federal de la república y fue declarada una ciudad autónoma luego de la Reforma de la Constitución Argentina de 1994. Se organiza como un Estado autónomo, regido por una constitución y tres poderes. 
La ciudad se encuentra representada en el Congreso Nacional según las mismas reglas que las provincias, mediante tres senadores (dos por la mayoría y uno por la minoría), y diputados en proporción a su población, todos ellos elegidos por voto directo. El Poder Ejecutivo de la ciudad se encuentra a cargo de un Jefe de Gobierno.
Debido a que la Ciudad de Buenos Aires no es todavía una provincia, sino que goza de un régimen de autonomía garantizado por la Constitución Nacional, existen divergencias, tanto en el mundo político como jurídico, sobre los alcances y límites de esa autonomía.
Es al Congreso de la Nación al que le corresponde precisar las limitaciones de la autonomía porteña. Ello ha sido realizado por la Ley N.º 24 588 de 1996, conocida como Ley Cafiero. Entre las limitaciones establecidas por la Ley Cafiero se encuentran varios fueros judiciales (civil, penal, laboral, comercial), la policía de seguridad, varias áreas del transporte, facultades en materia de política laboral, la zona portuaria, etc. Estas limitaciones han generado reclamos por parte de varios sectores políticos porteños y en general los porteños y los ciudadanos del resto de las provincias tienen puntos de vista considerablemente diferentes sobre las limitaciones a la autonomía de Buenos Aires, sobre todo en materia presupuestaria (de dónde debieran provenir los fondos para sostener esas actividades).

## Historia
La primera forma de gobierno de la Argentina surgió durante la Revolución de mayo de 1810 al crearse la Primera Junta el 25 de mayo de 1810 en Buenos Aires, capital del Virreinato del Río de la Plata, esta forma de gobierno duraría hasta el 18 de diciembre de 1810, seguido por la Junta Grande, la cual gobernó desde ese mismo día hasta el 22 de septiembre de 1811. Luego gobernaron, el primer triunvirato (1811-1812) y el segundo triunvirato de (1812-1814). Después de los triunviratos, desde 1815 hasta 1820, el gobierno fue ejercido por una sola persona con el título de director supremo de las Provincias Unidas del Río de la Plata. Esta forma de gobierno duró desde 1815 hasta 1820. Desde 1820 hasta 1852 la Argentina sufrió un período en el que las provincias tuvieron su propio gobierno, sin un gobierno central por sobre ellas. Durante este período hubo un intento de organización nacional que fracasó, dado que la sanción de la Constitución de 1826 era de carácter centralista, por lo que la forma que adoptó fue de una república unitaria, eligiéndose primer presidente a Bernardino Rivadavia entre 1826 y 1827, que ejerció con el título de Presidente de las Provincias Unidas del Río de la Plata.
A partir de 1852 y con la sanción de la Constitución Argentina de 1853 comenzó a hablarse de la Nación Argentina, presidida por una autoridad nacional constitucional representante de todas las provincias. Sin embargo, entre 1852 y 1862 no hubo un orden político-administrativo estable, principalmente por la guerra entre la Confederación Argentina y el Estado de Buenos Aires. Esta guerra fue surgida por luchas facciosas entre unitarios y federales
Durante el período de separación, Buenos Aires experimentó prosperidad económica gracias a los ingresos que le proporcionaba la Aduana, mientras que la Confederación no tenía casi ingresos. Justo José de Urquiza, presidente de la Confederación, tomó algunas medidas para trabar el comercio de Buenos Aires pero ninguna le fue fructífera. Los dos estados coexistieron pacíficamente hasta 1859.
En dicho año, las tropas bonaerenses, al mando de Bartolomé Mitre se enfrentaron a las de la Confederación, al mando de Urquiza en la batalla de Cepeda, triunfando estas últimas. Como consecuencia de ello, se negoció la entrada de Buenos Aires a la Confederación, pero el fracaso diplomático llevó a otra batalla, la Batalla de Pavón (1861) donde venció el ejército de Mitre. Como consecuencia se pactó el ingreso de Buenos Aires a la Confederación pero bajo los términos que a la nueva provincia le parecieran convenientes. Santiago Derqui, quien era gobernante de la Confederación Argentina renunció a la presidencia y le termina pidiendo a Mitre que proceda a la convocatoria de un Congreso Legislativo Nacional, este proceso tardaría 20 años, hasta terminar de formar y organizar la administración de la actual República Argentina.

### El estado liberal
El estado liberal en la Argentina asume dos formas: la vertiente oligárquica, que se extiende desde 1853 hasta 1916, momento en que asume el poder el primer gobierno ejercido por un partido de masas moderno y la vertiente democrática que se extiende desde 1916 hasta 1930 con el derrocamiento de Yrigoyen. Una caracterización general del estado liberal en cualquiera de sus vertientes, no puede dejar de lado al menos tres grandes cuestiones: 
1. A mediados del siglo XIX cuando el contexto mundial se caracterizaba por el desarrollo de un capitalismo creciente, se hacía imperiosa la participación de las nuevas naciones en la economía capitalista mundial. Para esto el estado argentino elabora un proyecto político con un objetivo claro: la inserción de la Argentina en el comercio mundial, asumiendo un modelo de desarrollo agroexportador, cuya unidad de producción fue la estancia. Este modelo se basaba en promover un desarrollo capitalista dependiente sustentado en afluencia de capital y mano de obra extranjeros. Estos dos elementos, asociados a las grandes extensiones de tierras, producirían materias primas destinadas a la exportación para satisfacer la demanda de los países centrales.
2. Por otro lado, alcanzar la pacificación social se hacía indispensable para generar una mayor confianza en el exterior en relación con la estabilidad del país y aumentar la credibilidad de sus instituciones. Tal como sostiene Oszlak, el estado necesitaba generar bases concensuales de dominación para sustentar su legitimidad como una de las dimensiones de la ¨estatidad¨ que paulatinamente iba construyendo. No alcanzaba ya con la dominación por la fuerza de las armas, sino que era necesario generar una modificación profunda de las fuerzas tradicionales de organización social y ejercicio del poder político. En tal sentido, el estado nacional despliega distintas estrategias para hacerse presente en todo el territorio del país. Esta presencia estatal creciente en los distintos planos de la sociedad, adopta diversas modalidades que Oszlak caracteriza de la siguiente manera: una primera modalidad represiva, que supuso la organización de una fuerza militar unificada y distribuida territorialmente, con el objeto de prevenir y sofocar todo intento de alteración del orden impuesto por el estado nacional. Una segunda, que denomina cooptativa, incluyó la captación de apoyos entre los sectores dominantes del interior, a través de la formación de alianzas basadas en compromisos de prestaciones recíprocas. Una tercera, material, presupuso diversas formas del estado nacional, a través de la localización en territorio provincial de obras, servicios y regulaciones indispensables para su progreso económico. Y una cuarta y última, que llama ideológica, consistió en la creciente capacidad de creación y difusión de valores, conocimientos y símbolos reforzadores de sentimientos de nacionalidad que tendían a legitimar el sistema de dominación establecido.
3. Esta es la tercera cuestión de importancia en el estado liberal, la necesidad de construir una identidad nacional para la definitiva conformación de la nación.

Esto se encuentra fuertemente vinculado con la llegada de inmigrantes portadores de culturas y tradiciones diversas que venían a satisfacer la demanda de mano de obra que crecía junto con la economía.
El año 1890 es considerado como un punto de inflexión en la historia política de Argentina. Este fue el año de un gran levantamiento popular tras una crisis económica que había acentuado la miseria de las clases trabajadoras y empobrecido a las clases medias. Es también la aparición de la llamada "generación de 1890", incluyendo a Leandro N. Alem (futuro fundador de la Unión Cívica Radical), Lisandro de la Torre (futuro fundador del Partido Demócrata Progresista) y Juan B. Justo (futuro fundador del Partido Socialista). Esta nueva generación de políticos favorece una forma de unión de las clases obreras y clases medias, bajo la dirección de estas últimas, contra el poder de los terratenientes, grandes comerciantes y banqueros. La Unión Cívica radical -que, tras el suicidio de Alem, quedó bajo la dirección de Hipólito Yrigoyen- se convirtió en la principal expresión de las clases medias y, en menor medida, de las clases trabajadoras. A partir de 1892, sus tácticas combinaron un equilibrio entre el uso de la vía electoral legal y la adopción de la vía insurreccional.
En 1916 el estado liberal oligárquico cambia de régimen político. Con el ascenso del radicalismo yrigoyenista al gobierno, se pasa de la democracia restringida a la democracia ampliada, en virtud de las luchas por la libertad política y por la democracia implementadas por la UCR. Si bien con la llegada de este partido al poder, el estado cumple funciones de armonizador de los distintos intereses sociales, no hubo una ruptura con el modelo político-económico imperante, ya que la clase oligárquica dominante continúa siendo hegemónica en virtud de haberse mantenido la visión del desarrollo y el progreso económico sustentado por los conservadores.  En otras palabras, al no cambiar el modelo de acumulación y al mantener el conservadurismo su presencia en ciertos lugares estratégicos del marco político-institucional, el radicalismo yrigoyenista no puede ejercer plenamente el poder otorgado por el triunfo eleccionario. Por esta razón, García Delgado habla de un cambio de régimen político dentro de un mismo modelo de estado. 
El gobierno radical finaliza en 1930 con el golpe de Estado que dará comienzo a la restauración conservadora. Se manifiesta así la decadencia del modelo agroexportador y comienza un recatado proceso de industrialización que sentará las bases para el surgimiento de una nueva fuerza política: el sector obrero, que se incorporará a la vida política en la siguiente década con el peronismo. El proyecto industrializador de los conservadores es un proceso de industrialización por sustitución de importaciones. La estrategia de la élite tradicional (terrateniente) fue cambiar algo para que la estructura socioeconómica de base pudiera mantenerse.
El estado de la década de 1940 asume un papel mucho más activo, adquiere un perfil de mayor autonomía. Su función no será, a partir de este momento, traducir en políticas públicas los intereses de un sector de la clase dominante, sino articular esos intereses con los de élites provenientes de otros sectores propietarios, inmersos todos ellos en un proceso de acumulación de capital. El estado se torna mucho más intervencionista de lo que había sido en el pasado.